# Sātkania
Sātkania är en ort i Bangladesh.   Den ligger i provinsen Chittagong, i den sydöstra delen av landet, 250 km sydost om huvudstaden Dhaka. Sātkania ligger 13 meter över havet och antalet invånare är 52 005.
Terrängen runt Sātkania är platt. Det finns inga andra samhällen i närheten.
I omgivningarna runt Sātkania växer huvudsakligen savannskog. Runt Sātkania är det mycket tätbefolkat, med 1 819 invånare per kvadratkilometer.